# アトラス・ブルー

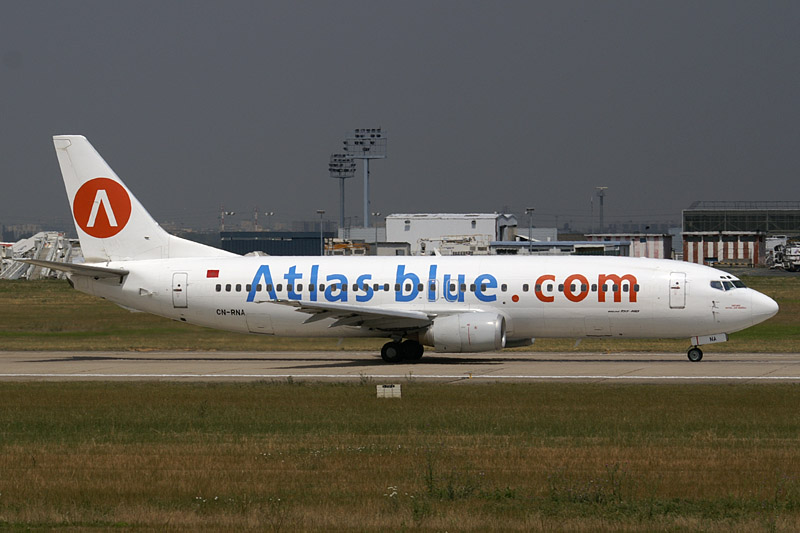
アトラス・ブルーの737-400

アトラス・ブルー Atlas Blue はかつてモロッコ王国のマラケシュを拠点とする格安航空会社・チャーター便航空会社で、モロッコ王立のロイヤル・エア・モロッコの子会社であった。2004年5月28日の創立、同年7月26日より旧宗主国であるフランスとの間のチャーター便運航を始めた。その後、ヨーロッパ各地への定期便運航を行っている。2009年末にロイヤル・エア・モロッコは同社を買収し、2010年末にアトラス・ブルーブランドは消滅した。

## 保有機材
アトラス・ブルーの機材は以下の通り（2010年10月）
- エアバス A321-200 4機
- ボーイング 737-400 6機
- ボーイング 737-500 1機
- ボーイング 737-800 1機